# Jest M
Jest M – debiutancki album polskiego projektu muzycznego Skadja, którego głównymi członkami są Jakub Pokorski oraz Rafał Kołaciński. Wydany 13 czerwca 2011 roku. Masteringiem zajął się Marcin Cichy. Brzmienie elektroniczne przeplata się z organicznym. W utworze Żegnaj użyto poematu Ralpha Waldo Emersona.

## Lista utworów
1. Niedobrak (3:51)
2. Robot analogowy (4:05)
3. Zmora (5:36)
4. Brzuchomodlitwa (5:04)
5. Czarnobyl (4:38)
6. Strachy (4:51)
7. Żegnaj (4:44)
8. Ropa (4:30)
9. Harden-Kurzweil (6:10)

## Twórcy
- Jakub Krojc Pokorski – słowa, śpiew, muzyka
- Rafał Praczas Kołaciński – muzyka
- Maciej Trocki Dzierżanowski – instrumenty perkusyjne (utwory 1,3,4,6,7,8)
- Nut Cane – słowa, śpiew (3,8)
- Kabuko – słowa śpiew (3)
- Limboski – słowa śpiew (4)
- Benek Turkowicz – klarnet basowy (4)
- Hubert Hiczewski – trąbki (4,7,8)
- Gosia Szarlik-Woźniak – skrzypce (7)
- Szymon Danis – słowa, śpiew (9)
- Marcin Cichy – mastering